# 2006年3月體育
| 2006年體育： | ← \| 1月 \| 2月 \| 3月 \| 4月 \| 5月 \| 6月 \| 7月 \| 8月 \| 9月 \| 10月 \| 11月 \| 12月 \| → |
|              |                                                                                               |

## 2006年3月31日（周五）
- 香港國際七人欖球賽展開戰幔，揭幕戰斐濟52比7擊敗馬達加斯加。

## 2006年3月30日（周四）
- 足球：歐洲足協盃 - 八強首回合。
  - 西維爾 4–1 辛尼特
  - 巴素利 2–0 米杜士堡
  - 布加勒斯特迅速 1–1 布加勒斯特星隊
  - 索菲亞列夫斯基 1–3 史浩克04

## 2006年3月29日（周三）
- 足球：
  - 歐洲聯賽冠軍盃 - 八強首回合。
    - 里昂 0–0 AC米蘭
    - 國際米蘭 2–1 維拉利爾

  - 曼聯臨完場憑雲尼斯杜萊的入球以1比0擊敗韋斯咸，勝利後只與榜首的車路士距離相差九分，稍後迎戰車路士的比賽將會是一場決定英格蘭超級聯賽盟主的關鍵大戰。 雅虎新聞Archive.today的存檔，存档日期2013-01-05

## 2006年3月28日（周二）
- 足球：歐洲聯賽冠軍盃 - 八強首回合。
  - 阿仙奴 2–0 祖雲達斯
  - 本菲卡 0–0

## 2006年3月26日（周日）
- 賽馬：在香港沙田馬場舉行的Mercedes-Benz香港打吡大賽，結果由何鴻燊的愛駒「爆冷」奪標，第二及三名分別為喜得法及銀太陽。　明報
- 賽車：美國印第賽車聯盟新秀选手保羅·得納（Paul Dana）在賽前練習時撞車身亡。 維基新聞（页面存档备份，存于）

## 2006年3月25日（周六）
- 足球
  - 由利物浦主場迎戰愛華頓的默西塞德郡打吡，結果利物浦先有謝拉特被逐，但臨完半場對方球員菲臘尼維利頂入「擺烏龍」，及後路爾斯加西亞及基維爾各入一球，最後三比一擊敗愛華頓。Yahoo香港Archive.today的存檔，存档日期2013-01-05
  - 雷丁在英格蘭冠軍聯賽一比一迫和李斯特城後，由於聯賽第三名的屈福特主場落敗，令他們能夠取得足夠分數確保升入下個賽季英超聯賽，亦是雷丁創會135年來首次征戰英格蘭頂級聯賽。Yahoo香港

## 2006年3月24日（周五）
- 首届中韩围棋擂台赛中方副帅常昊击败韩方主帅李昌镐。中方获胜。

## 2006年3月22日（周三）
- 足球：英格蘭足總盃 - 半準決賽，粗體字代表出線球隊。
  - 車路士 1-0 紐卡素

## 2006年3月21日（周二）
- 足球：英格蘭足總盃 - 半準決賽，粗體字代表出線球隊。
  - 伯明翰 0-7 利物浦

## 2006年3月20日（周一）
- 世界棒球經典賽：日本以10比6擊敗古巴，在加州聖地牙哥PETCO Park球場上奪得首屆世界棒球經典賽冠軍，日本投手松坂大輔成為該賽事的最佳球員。
- 足球：英格蘭足總盃 - 半準決賽，粗體字代表出線球隊。
  - 曼城 1-2 韋斯咸

## 2006年3月19日（周日）
- 2006年冬季残奥会於意大利都靈閉幕，俄羅斯在賽事一共奪得33面獎牌成為獎牌榜首位。
- 一級方程式賽車：意大利車手贏得馬來西亞大獎賽。

## 2006年3月18日（周六）
- 世界棒球經典賽，準決賽
  - 古巴 3-1 多明尼加共和國
  - 日本 6-0 韓國

## 2006年3月16日（周四）
- 足球：歐洲足協盃 - 十六強次回合，粗體字代表出線球隊。
  - 史特拉斯堡 2–2 巴素利
  - 皇家貝迪斯 0–3 布格勒斯特星隊 
  - 史浩克04 3–0 巴勒莫
  - 辛尼特 1–1 馬賽
  - 索菲亞利夫斯基 2–1 烏甸尼斯

- 世界棒球經典賽，第二圈
  - 第一組：
    - 墨西哥 2-1美國

日本在小組成績得以壓下美國及墨西哥出線準決賽階段。

## 2006年3月15日（周三）
- 第十八屆英聯邦運動會於澳洲墨爾本揭幕。
- 世界棒球經典賽，第二圈
  - 第一組：
    - 韓國 2-1 日本

韓國晉身準決賽階段
- - 第二組：
    - 古巴 4-3 波多黎各

古巴及波多黎各一同出線準決賽階段
- 足球：歐洲足協盃 - 十六強次回合，粗體字代表出線球隊。
  - 漢堡 3–1 布加勒斯特迅速
    - 總比數 3-3，布加勒斯特迅速憑作客入球出線

  - 西維爾 2–0 里爾
    - 總比數 2-1.

  - 羅馬 2–1 米杜士堡
    - 總比數 2-2，米杜士堡憑作客入球出線

## 2006年3月14日（周二）
- 世界棒球經典賽，第二圈
  - 第一組：
    - 日本 6-1 墨西哥

  - 第二組：
    - 多明尼加 2-1 委內瑞拉
- 足球：歐洲聯賽冠軍盃 - 十六強次回合，粗體字代表出線球隊。
  - 國際米蘭 1–0 阿積士

## 2006年3月13日（周一）
- 世界棒球經典賽，第二圈
  - 第一組：
    - 韓國 7-3 美國

  - 第二組：
    - 多明尼加 7-3 古巴
    - 委內瑞拉 6-0 波多黎各

## 2006年3月12日（周日）
- 世界棒球經典賽，第二圈
  - 第一組：
    - 美國 4-3 日本
    - 韓國 2-1 墨西哥

  - 第二組：
    - 古巴 7-2 委內瑞拉
    - 波多黎各 7-1 多明尼加

## 2006年3月10日（周五）
- 第九屆冬季殘疾人奧運會於意大利都靈揭幕。
- 田徑：第十二屆世界室內田徑錦標賽於俄羅斯莫斯科舉行。
- 棒球：世界棒球經典賽
  - B組
    - 墨西哥 9-1 加拿大
    - 美國 17-0 南非

  - C組
    - 古巴 11-2 荷蘭
    - 荷蘭 10-0 巴拿馬

  - D組: 委內瑞拉 2-0 澳洲

## 2006年3月9日（周四）
- 足球
  - 歐洲足協盃 - 十六強首回合：
    - 布加勒斯特迅速 2–0 漢堡
    - 巴素利 2–0 史特拉斯堡
    - 米杜士堡 1–0 羅馬
    - 布格勒斯特星隊 0–0 皇家貝迪斯
    - 巴勒莫 1–0 史浩克04
    - 馬賽 0–1 辛尼特
    - 烏甸尼斯 0–0 索菲亞利夫斯基
    - 里爾 1–0 西維爾

- 棒球：世界棒球經典賽
  - B組: 墨西哥 10-4 南非
  - C組: 波多黎各 8-3 荷蘭
  - D組
    - 委內瑞拉 6-0 意大利
    - 多明尼加共和國 8-3 意大利

## 2006年3月8日（周三）
- 足球：歐洲聯賽冠軍盃 - 十六強次回合，粗體字代表出線球隊。
  - AC米蘭 4–1 拜仁慕尼黑
  - 利物浦 0–2 賓菲加
  - 阿仙奴 0–0 皇家馬德里
  - 里昂 4–0 PSV燕豪芬

- 棒球：世界棒球經典賽
  - B組
    - 加拿大 11-8 南非
    - 加拿大 8-6 美國

  - C組
    - 波多黎各 2-1 巴拿馬
    - 古巴 8-6 巴拿馬

  - D組：意大利 10-0 澳洲

## 2006年3月7日（周二）
- 足球：歐洲聯賽冠軍盃 - 十六強次回合，粗體字代表出線球隊。
  - 巴塞隆拿 1–1 車路士
  -  1–1 格拉斯哥流浪
  - 祖雲達斯 2–1 雲達不萊梅

維拉里爾及祖雲達斯以作客入球優惠出線。
- 棒球：世界棒球經典賽
  - D組: 多明尼加共和國 11-5 委內瑞拉
  - B組: 美國 2-0 墨西哥

## 2006年3月5日（周日）
- 棒球：世界棒球經典賽
  - A組: 韓國 3-2 日本
- 足球：悉尼足球俱樂部於主場以一比零擊敗中部海岸海員隊後，令前者得以奪得首屆澳洲甲組足球聯賽冠軍。 霍氏體育（页面存档备份，存于）

## 2006年3月4日（周六）
- 棒球：世界棒球經典賽
  - A組
    - 日本 14-3 中華台北
    - 韓國 10-1 中國

## 2006年3月3日（周五）
- 棒球：首屆世界棒球經典賽揭幕
  - A組
    - 日本 18-2 中國
    - 韓國 2-0 中華台北

## 2006年3月1日（周三）
- 足球：國際友誼賽，距離2006年世界盃決賽週還有100日：
  - 瑞士 3 – 1 蘇格蘭 （路透社）[永久]。
  - 北愛爾蘭 1 – 0 愛沙尼亞 （路透社）[永久]。
  - 英格蘭 2 – 1 烏拉圭 （路透社）[永久]。
  - 威爾斯 0 – 0 巴拉圭（路透社）[永久]。
  - 愛爾蘭 3 – 0 瑞典
  - 俄羅斯 0 – 1 巴西
  - 意大利 4 – 1 德國
  - 法國 1 – 2 斯洛伐克
  - 荷蘭 1 – 0 厄瓜多
  - 葡萄牙 3 – 0 沙特阿拉伯
  - 西班牙 3 – 2 象牙海岸
  - 波蘭 0 – 1 美國
  - 比利時 2 – 0 盧森堡 比賽直至64分鐘因暴風雪而腰斬賽事。
  - 馬其頓 0 – 1 保加利亞
  - 以色列 0 – 2 丹麥
  - 克羅地亞 3 – 2 阿根廷